# Stroma (istologia)

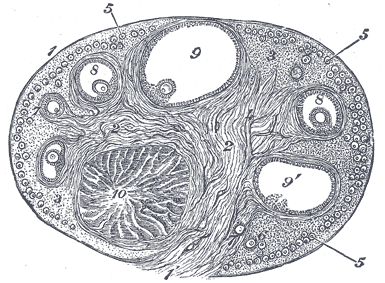
Nell'immagine è visibile lo stroma di un'ovaia

Lo stroma (dal greco στρῶμα, strôma, ovvero strato o copertura), in istologia, è la struttura risultante dalla collaborazione tra setti e reticolo di un organo pieno, utile a mantenerne la struttura e dotato spesso di alcune utilità fisiologiche variabili in base all'apparato o al sistema. 
La disposizione delle strutture dello stroma permette di individuare in alcuni organi lobi e lobuli, ovvero parti organiche reciprocamente indipendenti in merito all'irrorazione sanguigna e linfatica, l'innervazione e anche per quanto riguarda possibili drenaggi di materiali secreti.

## Costituzione
Prevalentemente lo stroma di molti organi pieni è costituito da tessuto connettivo fibroso: a sua volta formato per la maggior parte da fibre di collagene e povero di vasi sanguigni e quindi resistente alla trazione (da qui la sua funzione strutturale). 
Può in alcuni casi contenere anche fibre elastiche o miocellule lisce, come ad esempio nella prostata, in cui queste prevalgono sui costituenti fibrosi.
L'impalcatura stromale, nei suoi più fini prolungamenti, è formata da fasci di collagene organizzati a generare il cosiddetto "stroma reticolare".

## Funzione
Lo stroma ha una grande importanza funzionale, non solo per le sue funzioni trofiche e strutturali, ma anche perché esso permette la modulazione del rapporto parenchima-vasi, fondamentale per molti organi quali fegato, rene, polmoni e svariate ghiandole endocrine.